# ウラマー

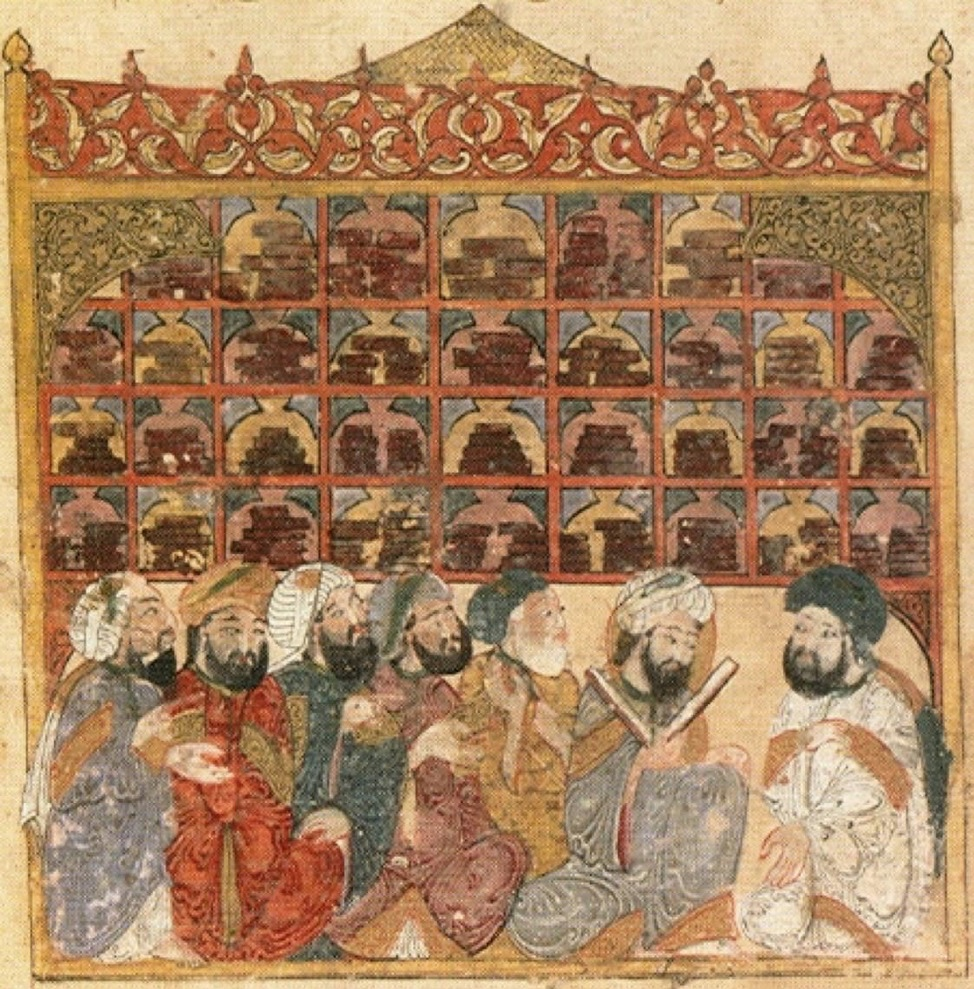
アッバース朝の首都バグダードにあった知恵の館とウラマー。アル＝ハリリのマカマート。筆。1237年。

ウラマー（アラビア語: علماء、ラテン文字転写: ulamā）とは、イスラーム世界において神学など諸学を修学した者を指す。
日本ではイスラーム法学者と訳されることも多いが、ウラマーという言葉は多くの意味を持っていて、広義には、神学者、裁判官ないし法学者、教授を担う知識人層をも内包する表現である。あるいは、特にイスラム国家で公職に就業する人々を表す。

## 概説
神学、哲学、法律、法学および法解釈あるいはハディース講釈、アラビア語（古典アラビア語）文法学と言語学などの分野においてある一定の知識があるもの、伝統的イスラーム的学問を修めた人々に対して用いる。概念範囲は広く、社会的あり方から中国史における士大夫との比較もなされる。ただし一般にウラマーとして示される人々は大部分が法学者である。ウラマーは特定の地位や職業を指すわけではなく、知識を持つ者が人々の間でウラマーであると認識されて成り立つ。
日本の報道などではスンナ派・シーア派のウラマーを中心に聖職者と紹介されることが多いが、キリスト教の司祭、ユダヤ教のラビのような聖職者とは違い教会組織を持たないため、または歴史的に宗教史（宗教紛争）的に存在しないため、厳密には区分されることもある。これはイスラームでの聖職者との意味はイスラーム設立期に対立した多神教における神と人間の間を仲介するもの「聖職者、シャーマンや神官など」の意味があるからである。イスラームでは、建前の上では全ての信者は同列とされる。「聖職者、シャーマンや神官は置いてはならない」実態としては、礼拝の指導やファトワーの発布などの役割を担うだけで宗教教育（マドラサ）における先生「教師・教員」にもあたり、一般の信者にとってウラマーは敬意と尊敬（崇拝ではない）の対象になる。このようにイスラム教徒の共同体を導く役目を持っているだけでなく、大抵は信者の援助で生活を賄っているため日本語の感覚からいえば聖職者といえる。ただし教徒が少数の場合は、他の世俗的職で生活を賄いながら週末はウラマーという場合も存在しえる。またイスラム教でも聖人が存在するがこれらの聖人の聖廟に対する礼拝や巡礼が単なる敬意にあたるのか、（偶像）崇拝にあたるのかは一部の宗派で問題になっている。サウジアラビアの国教であるサラフィー主義・ワッハーブ派ではこのような行為は処刑の対象である。

## 他の宗教の聖職者との違い
ウラマーは他の宗教の聖職者のように他の人間よりも神に近い存在ではない。
ウラマーはキリスト教の神父・牧師やユダヤ教のラビなど他の一神教の聖職者のように妻帯禁止や聖職者だけの制限を課されることは無い、宗教的な義務や禁忌は全ての信者が同じように守らなければならない。このため、ウラマーは妻帯して子供を残しており、世襲も珍しくない。クルアーンやスンナを学ぶことは全ての信者に対して科された努力目標であり、ウラマーだけが経典を学ぶことも無い。

## 変遷
ウラマーは、法解釈が分かれ始めたアッバース朝のころから、社会的影響力を強めていった。支配者側はウラマーの理論的支柱を必要とし、またウラマーも支配者の保護を必要としたため、相互依存的関係は多くの時代、多くの国で保たれた。
ウラマーたちの努力によりイスラーム諸学の完成度は高まった。しかし民衆からイスラームを乖離させ、スーフィズム誕生のきっかけとなった。ウラマーは神秘主義者達がシャリーアを無視していると厳しく批判したが、勢力を拡大していくスーフィーを止めることはできなかった。神学者ガザーリーがスーフィズムを伝統的な教義の枠組みに再定義したことの影響もあり、批判は次第に鳴りを潜めていく。
近代化以後、教育機関や官職を新しい国家機関が制定したことにより、ウラマーは仕事を失った。しかしイスラム圏における精神的影響力はいまだ健在である。イラクにおけるアリー・スィースターニー師などが良い例であろう。

## イスラームにおける役割
実際のウラマーの職業は、学者、マドラサの教師、カーディー（イスラーム法廷の裁判官）、モスクの管理者などである。
都市間でのウラマー同士のつながりは、人や物の交流を促した。イブン・バットゥータの大旅行はその一例である。